# Гопферау
Гопферау (нім. Hopferau) — громада в Німеччині, знаходиться в землі Баварія. Підпорядковується адміністративному округу Швабія. Входить до складу району Остальгой. Складова частина об'єднання громад Зег.
Площа — 13,19 км2. Населення становить 1223 ос. (станом на 31 грудня 2020).